# من را مثل خودت دوست داشته باش
«من را مثل خودت دوست داشته باش» (انگلیسی: Love Me Like You) آهنگی از گروه دخترانه بریتانیایی لیتل میکس است. این آهنگ از طریق سایکو میوزیک و کلمبیا رکوردز به‌عنوان دومین تک‌آهنگ از سومین آلبوم استودیویی این گروه، عجیب شدن (۲۰۱۵) منتشر شد. تهیه‌کنندگی این آهنگ بر عهده استیو مک بود که به همراه ایان جیمز، کامیل پرسل و جیمز نیومن این آهنگ را نوشته است.